# 가와치촌 (오이타현)
가와치촌(河内村)은 오이타현 니시쿠니사키군에 설치되었던 촌이다. 현재의 분고타카다시에 해당한다.